# Nebet (královna)
| n · nb | b | t |

| n · nb | b | t |

Nebet byla egyptská královna, manželka krále Venise z 5. dynastie. Je považována za matku korunního prince Venis-ancha, ačkoli tato skutečnost je sporná. Kromě Venis-ancha může být Nebet také matkou Chentkaues, Neferut a Nefertkaues.

## Hrobka
Nebet byla pohřbena ve dvojité mastabě s další královnou Chenut vedle Venisovy pyramidy v Sakkáře. Mastabu objevil německý egyptolog Peter Munro (1930–2009). Je to poněkud zvláštní, neboť královské manželky byly většinou pohřbeny v malých pyramidách vedle té královy. 